# Fürged
Fürged è un comune dell'Ungheria centro-meridionale di 725 abitanti (dati 2008). È situato nella contea di Tolna.